# Elección presidencial de Chile de 1970
La elección presidencial chilena de 1970 fue realizada el viernes 4 de septiembre. El porcentaje más alto de votos fue para el candidato Salvador Allende Gossens de la coalición de izquierda denominada Unidad Popular. Allende, quien había sido candidato a presidente en las elecciones de 1952, 1958 y 1964, se impuso al expresidente Jorge Alessandri (candidato del Partido Nacional) y a Radomiro Tomic, nominado por el Partido Demócrata Cristiano. Esta elección se vio precedida de una importante radicalización en la política de Chile, la cual se manifestó en el incremento de la tensión antes de los comicios.
Según la constitución vigente, si ninguno de los candidatos obtenía la mayoría absoluta, la elección debería ser realizada por el Congreso Pleno entre los dos candidatos que obtuvieran la más alta votación. Lo estrecho de los resultados, con menos de cuarenta mil votos de diferencia entre Allende y Alessandri, puso al Partido Demócrata Cristiano como árbitro de la situación. Antes de la decisión del Congreso, que debía realizarse el 24 de octubre, un comando paramilitar del grupo derechista Patria y Libertad secuestró y asesinó al comandante en jefe del Ejército, general René Schneider, con el fin de evitar la inminente elección de Allende. El atentado produjo una gran conmoción pública aunque no logró evitar que el Congreso ratificara la elección de Allende como presidente de Chile por 153 votos sobre 35 de Alessandri.

## Elección popular

### Candidatos

#### Salvador Allende

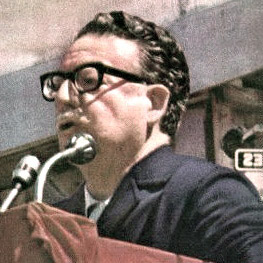
Salvador Allende como candidato presidencial en 1970.

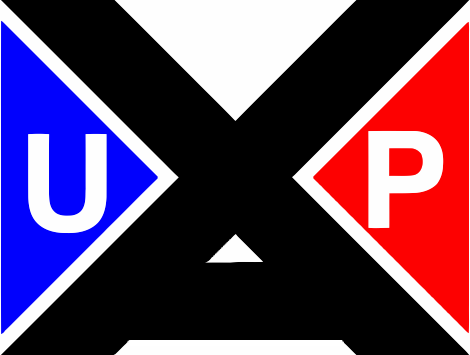
Emblema de la Unidad Popular.

La izquierda se había unificado bajo el nombre de Unidad Popular, que representaba al antiguo FRAP (Frente de Acción Popular) de socialistas y comunistas, más el Partido Radical (PR), el Partido Social Demócrata (PSD), el Movimiento de Acción Popular Unitaria (MAPU) y la Acción Popular Independiente (API). Cada uno de los partidos tenía su precandidato: Salvador Allende por el PS, el poeta Pablo Neruda por el PC, Jacques Chonchol por el MAPU, Alberto Baltra por el PR y Rafael Tarud por la API.
A Salvador Allende, que sería el candidato definitivo, no le fue fácil conseguir la nominación como candidato de la Unidad Popular dado que pesaban sobre él sus tres anteriores derrotas en 1952, 1958 y 1964, y muchos dentro del partido no creían en su «vía pacífica al socialismo».[cita requerida]
A pesar de todo, logró imponerse por sobre los demás precandidatos de su partido (aunque sacase menos votos favorables en el Comité Central que abstenciones), principalmente por su importante arrastre de votos. Luego gracias al apoyo del Partido Comunista (Neruda no tenía ninguna intención de ser presidente), logró ser designado candidato de la UP.
Allende tuvo que verse obligado a firmar un pacto de gobierno, según el cual si se triunfaba, la administración de Chile sería compartida entre Allende y los partidos de la UP, representado por un comité, que tendría un representante de cada colectividad. Esto implicaba una renuncia a algunas de sus facultades como presidente de la República, pues él no podía actuar sin el apoyo del comité, y este funcionaba por unanimidad.
La candidatura de Allende fue proclamada el 22 de enero de 1970, e inscrito oficialmente en la Dirección del Registro Electoral el 10 de febrero.
Aparte de la Unidad Popular, la postulación recibió el apoyo de la Unión Socialista Popular (USOPO), partido escindido del PS desde 1967 que decidió no integrarse a la coalición de izquierda.

#### Jorge Alessandri

Emblema de campaña de Jorge Alessandri, formado por las letras A y V ("Alessandri volverá").

La derecha, representada por el Partido Nacional y respaldada por la naciente Democracia Radical, apoyó al expresidente Jorge Alessandri, quien aceptó presentarse como candidato el 2 de noviembre de 1969 e inscribió su postulación como independiente el 3 de diciembre, acompañado de 55 000 firmas que presentó ante el director del Registro Electoral, Andrés Rillón. Si bien su gobierno estuvo lleno de dificultades, su popularidad era mucho más alta que la de otros personajes del sector. Muchos le tuvieron por vencedor desde el principio, de hecho las primeras encuestas le daban la mayoría absoluta. Su lema de campaña fue "Alessandri volverá". Parte importante de su campaña estuvo organizada por el Movimiento Independiente Alessandrista (MIA), el cual reunió a políticos e independientes que adherían a su candidatura.
El Partido Nacional, mediante su Consejo General reunido en Los Ángeles del 6 al 8 de diciembre de 1969, acordó apoyar la candidatura presidencial de Jorge Alessandri. El 22 de febrero de 1970 se realizó una votación entre los militantes de la recién fundada Democracia Radical (DR) para definir a quién apoyarían en la elección presidencial. El resultado de la votación fue el siguiente:
| Candidato                                                                     | Votos  | %     |
| ----------------------------------------------------------------------------- | ------ | ----- |
| Jorge Alessandri                                                              | 18 004 | 98,28 |
| Otros candidatos: Ángel Faivovich Julio Durán Humberto Enríquez Roberto Viaux | 196    | 1,07  |
| Votos en blanco                                                               | 118    | 0,64  |
| Total de votos                                                                | 18 318 | 100   |

Alessandri sumó también el apoyo de diversas organizaciones, varias de las cuales manifestaban su apoyo a través de inserciones en la prensa escrita, como por ejemplo la Liga Alessandrista, el Partido Democrático (liderado por Alberto Jiménez Cohen), el Frente Evangélico Alessandrista, la Nueva Acción Cristiana, la Unión Nacional Independiente de Trabajadores Alessandristas, la Legión de Trabajadores General Ibáñez, el Comando Integrado Trabajadores Alessandristas, el Frente Cívico Militar, el Comité de Pobladores Tomicistas (conformado por militantes demócratacristianos), Chile Joven, y el Movimiento de Renovación Nacional (encabezado por Mario Correa Bascuñán y Manuel Ugarte Godoy). También recibió el apoyo de políticos de izquierda como por ejemplo los socialistas Luis Quinteros Tricot (quien lideraba la agrupación denominada «Nueva Izquierda») y Bernardo Ibáñez Águila, el excandidato presidencial Antonio Zamorano Herrera, el demócratacristiano Jorge Rogers Sotomayor, y diversas asambleas radicales, especialmente de la zona sur del país. El Partido Nacional presentó el programa político denominado La Nueva República.
Estados Unidos, que había apoyado tan resueltamente la candidatura de Eduardo Frei Montalva en 1964, invirtió mucho menos en la campaña de Alessandri, ya que lo daban por ganador seguro. Solo 350 mil dólares fueron entregados por vía de la compañía ITT a la candidatura de Alessandri, en comparación con los 4 millones de dólares que recibió directa o indirectamente, la candidatura de Frei Montalva.

#### Radomiro Tomic

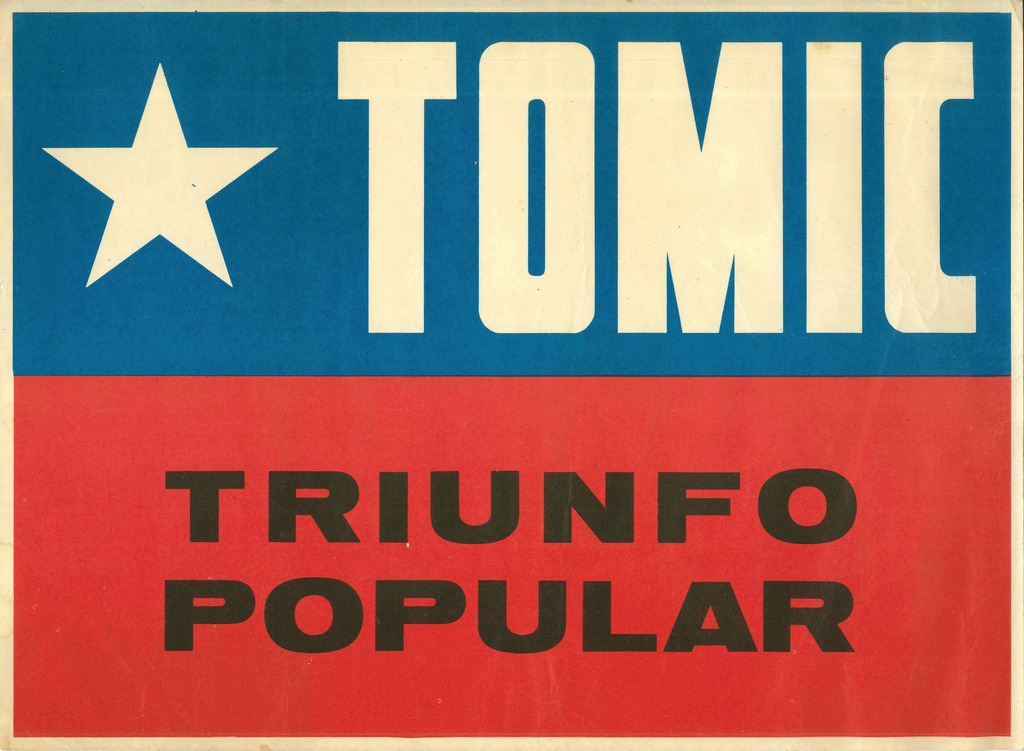
Emblema de campaña de Radomiro Tomić, Triunfo Popular.

El 15 de agosto de 1969, la Junta Nacional del Partido Demócrata Cristiano acordó apoyar a Radomiro Tomic, candidato que se alejaba del estilo centrista impuesto por Frei Montalva, avanzando más a la izquierda, planteando inclusive en su momento una alianza electoral con la UP, que no llegó a materializarse. Frei no apoyó activamente a Tomic, pues no lo creía capaz de continuar su obra, pero no le negó el apoyo para no romper una amistad de toda la vida y poder frenar a Allende. La candidatura fue inscrita oficialmente el 15 de enero de 1970.
La posición de un Partido Demócrata Cristiano más tendido hacia la izquierda enajenó a muchos votantes de centro y centro derecha, que habían dado la victoria al partido en 1964. El 4 de abril de 1970 el Partido Democrático Nacional (Padena) acordó apoyar la candidatura de Tomic.

### Campaña
El 7 de junio de 1970 se inició el periodo de propaganda electoral y el 21 del mismo mes finalizó el plazo para inscribir candidaturas en la Dirección del Registro Electoral, mientras que el 23 de julio el director del Registro Electoral, Andrés Rillón, realizó el sorteo para determinar la ubicación de los candidatos en la cédula de votación; en primer lugar quedó Radomiro Tomic, seguido de Jorge Alessandri y Salvador Allende.
La lucha fue dura, pero sin llegar a la violencia. Los candidatos de la UP y el PDC hacían grandes actos de masas, que reunían a millares de personas, en cambio a Alessandri su comando le evitó los grandes actos, pues consideraban que sus 74 años jugarían en su contra. A cambio de esto, lo pasearon por Chile, sin exceso. Su único acto masivo fue su cierre de campaña, realizado en la Estación Mapocho el 30 de agosto, que fue boicoteado por TVN, mostrándolo como un fracaso.
A Alessandri, si bien estaba sano, le desfavoreció un video hecho por su comando para el programa de TVN Decisión 70 en el que salía tiritando sin control una de sus manos, que fue utilizada por sus adversarios para su perjuicio. También los derechistas atacaban a sus contendores, advirtiendo el peligro que significaría lo que ellos consideraban una dictadura marxista-leninista, que destruiría todas las bases de la sociedad, ampliando también este ataque al Partido Demócrata Cristiano que se mostraba abierto a las ideas de izquierda.[cita requerida]
Como muchos de su comando estaban seguros de la victoria, al menos relativa, de Alessandri, se irritaron de sobremanera cuando en una entrevista al diario El Mercurio se le preguntó al comandante en Jefe del Ejército, René Schneider, por la actitud que tomaría dicha institución si ninguno de los dos candidatos obtenía mayoría absoluta, a lo que él señaló que debía responder el Congreso Pleno, según lo establecido en la Constitución y que el Ejército se apegaría totalmente a los postulados de la carta fundamental; ésta sería la base de la doctrina Schneider. Los alessandristas se irritaron porque la tradición era que el que obtuviese la primera mayoría relativa sería elegido presidente.
El ambiente quedó muy politizado, pues las posiciones eran muy contrapuestas. Allende proponía una transición pacífica al socialismo, la «vía chilena al socialismo, con olor a empanadas y vino tinto», que se basaba en la nacionalización del cobre y de las empresas claves de la nación, la creación del «Poder Popular», profundizar la reforma agraria y una serie de medidas que concluían en la transición al socialismo.
Tomic tenía un plan similar, pero todo sería en base al humanismo cristiano, en contraposición al ateísmo del marxismo-leninismo. En el delicado tema del cobre proponía una nacionalización pactada, como venía haciéndose de a finales del gobierno de Frei, dejando a un lado la chilenización (51 % del cobre en manos del estado), aunque sin descartar una nacionalización (100 % del cobre en manos del estado) más tradicional.
Alessandri en cambio prometía a sus electores la vuelta al sistema económico liberal que había practicado durante sus seis años de gobierno, el restablecimiento del orden, además de un retroceso en los cambios radicales que se proponían en temas de la reforma agraria, la reforma universitaria, etc.

### Intervención estadounidense
Archivos desclasificados por la CIA acusan a Jorge Alessandri Rodríguez de haber buscado relaciones clandestinas con la CIA. En esto el dueño del diario El Mercurio, Agustín Edwards jugó un rol preponderante como asset de la CIA y del gobierno estadounidense en Chile, como canal de fondos desviados a la campaña de Alessandri según consta en los archivos recientemente desclasificados de la CIA y del Departamento de Estado. Un memo de 10 de abril de 1970, deja establecido que el Directorio de la Anaconda Copper y funcionarios del gobierno de Estados Unidos, afirman que Jorge Alessandri, a través de un intermediario, "ha solicitado ayuda de Anaconda" para reunir casi tres millones de dólares de fuentes extranjeras porque su campaña sólo ha logrado recaudar doscientos mil dólares en Chile. Agustín Edwards Eastman era su asset y propietario de El Mercurio que supo sacar ventajas de EE. UU. en favor de su empresa, para variar en crisis también cuando asumió Salvador Allende -por mala gestión endémica. O sea, obtuvo dos fines de un solo golpe entre 1970 y 1973 convenció a la administración Nixon para intervenir en Chile y obtuvo de la CIA un millón 965 mil dólares, unos 8,5 millones de dólares de hoy. Mucho de los dineros de la CIA fueron canalizados a través de Edwards o del senador Pedro Ibáñez, a petición del propio Alessandri. En el Informe Hinchey sobre las actividades de la CIA en Chile queda claro la relación de Alessandri con los dineros de la CIA y Edwards. Empresas como la ITT fueron también usadas como vía para canalizar los dineros ilegales del Gobierno de Estados Unidos hacia Alessandri. Se ha señalado también que agrupaciones femeninas y juveniles (como Acción Mujeres de Chile y Chile Joven) habrían recibido ayuda financiera desde la CIA para realizar propaganda en contra de Allende.
En 1970 la ITT era dueña de un 70 % de la Compañía de Teléfonos de Chile y financiaba El Mercurio, un periódico de derecha de propiedad de Edwards por el cual se triangularon los dineros de la CIA hacia Alessandri.

### Intervención soviética
El dinero de la KGB fue dirigido con mayor precisión. Allende hizo una solicitud personal de dinero soviético a través de su contacto personal, el oficial de la KGB Svyatoslav Kuznetsov, quien llegó urgentemente a Chile desde Ciudad de México para ayudar a Allende. La asignación original de dinero para estas elecciones a través del KGB fue de 400 000 dólares y un subsidio personal adicional de 50 000 dólares directamente a Allende.
Otros países pertenecientes al Bloque del Este tomaron parte del proceso. La CIA afirmó que la campaña de Allende recibió 350 000 dólares de Cuba. Los partidos de la Unidad Popular también pidieron ayuda a Alemania Oriental, que les otorgó 15 000 dólares y materiales para la campaña.

### Encuestas
| Encuesta                   | Fecha  | Alessandri | Allende | Tomic  |
| -------------------------- | ------ | ---------- | ------- | ------ |
| CESEC                      | 5-1970 | 44,4 %     | 18,5 %  | 23,1 % |
| C. de Opinión Pública      | 5-1970 | 36,1 %     | 28 %    | 33 %   |
| E. Hamuy                   | 7-1970 | 37,5 %     | 35,1 %  | 27,4 % |
| E. Hamuy                   | 8-1970 | 37,2 %     | 32,7 %  | 30,1 % |
| SERVEC                     | 8-1970 | 30,9 %     | 33,1 %  | 36 %   |
| E. Hamuy                   | 8-1970 | 40 %       | 33,9 %  | 26,1 % |
| CESEC (comando Alessandri) | 8-1970 | 44 %       | 33 %    | 22 %   |
| C. de Opinión Pública      | 8-1970 | 37 %       | 32 %    | 31 %   |
| Gallup                     | 9-1970 | 41,5 %     | 29 %    | 28 %   |

### Día de la elección

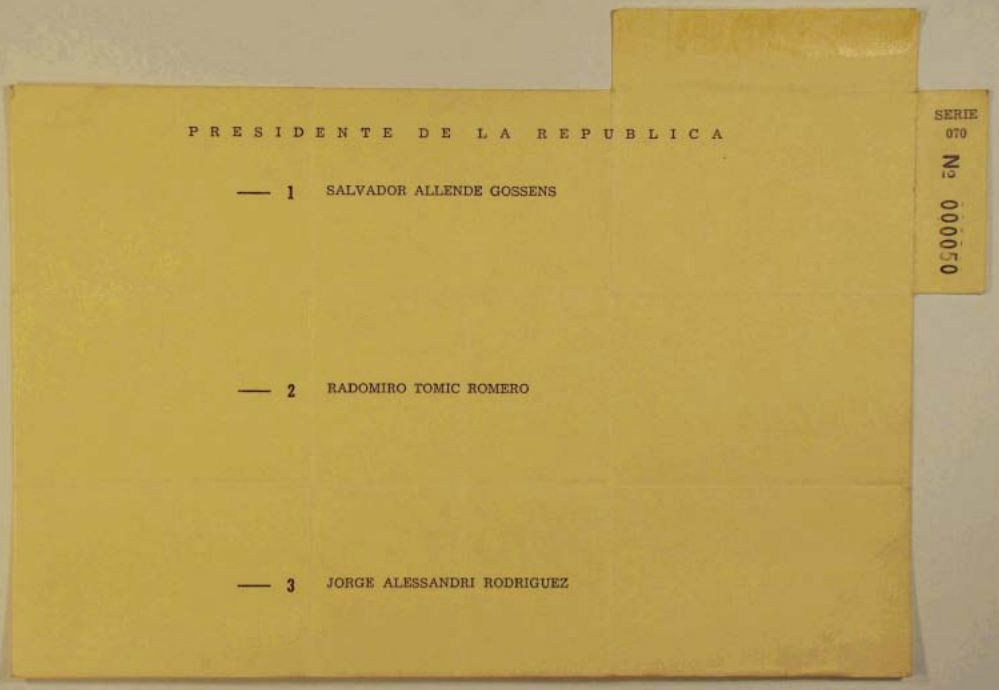
Voto utilizado en la elección.

El 4 de septiembre se celebró la elección presidencial, en un clima de orden y tranquilidad. A las 11 de la noche del 4 de septiembre, la victoria de Allende todavía no era reconocida, mientras la tensión se acrecentaba. En La Moneda, el presidente Eduardo Frei acababa de negarle al senador Julio Durán, dirigente del comando de Jorge Alessandri, la autorización para que realizaran una manifestación «celebrando el triunfo» de su candidato; en estricto rigor, es el jefe de Plaza, el general Camilo Valenzuela, quien debía otorgarla. Allende recibió una llamada, alertándole de que aparecieron varios tanques en las proximidades de La Moneda.
Ramón Huidobro, uno de los amigos personales de Salvador Allende y en la época uno de los principales asesores de Gabriel Valdés, canciller de Eduardo Frei, recibió de uno de sus colaboradores en la Cancillería (que funcionaba en esos años en un ala de La Moneda) la misma información y se la transmitió a Allende. Huidobro decidió partir a La Moneda. Para entonces, ya se había establecido un nexo directo entre Valdés y Allende. El primero le adelantó que los resultados lo daban como ganador.
Otro antecedente aumentó el nerviosismo de Allende y del grupo que lo acompañaba: el general Camilo Valenzuela, jefe de Plaza, quien debía autorizar la gran manifestación del triunfo, no respondía. La espera minuto a minuto se tornó dramática. Allende tomó el teléfono y llamó al general Valenzuela y con tono firme le pidió autorización para celebrar. Luego, se sentó en su sillón, pierna arriba, a esperar la respuesta. Casi nadie hablaba. Sonó el teléfono, Allende se paró para atenderlo. Cuando cortó, se dio vuelta y mirando fijamente a sus amigos, exclamó:
"¡Ganamos! Si el gobierno nos autoriza a salir a celebrar el triunfo es evidente que hemos ganado".
Todos se abrazaron. Allende abrió la puerta que daba hacia el salón, donde esperaban unas 25 personas:
«Debo decirles con absoluta tranquilidad que ganamos».

Llego a La Moneda salvando controles policiales y militares. En la puerta me espera el general Alberto Labbé. Gabriel Valdés me explica que, dado el permiso que le han acordado a Allende, el comando de Jorge Alessandri ha anunciado una manifestación. Por eso, el jefe de Plaza ha ordenado salir a los tanques y rodear La Moneda, para evitar que sus partidarios se acerquen. Pero se acaba de obtener de ese comando la decisión de no salir a la calle, por lo que el Ejército se retira.
 Relato de Ramón Huidobro.

Poco después, el ministro del Interior del Presidente Frei, Patricio Rojas, entregó la información oficial a una delegación de la Unidad Popular. Fue el inicio de la estampida callejera. Pasada la medianoche se supo el resultado de los comicios: Allende: 36,6 %; Alessandri: 35,3 %; Tomic: 28,1 % de los votos válidamente emitidos. La confianza de los alessandristas se convirtió en miedo a un gobierno socialista, mientras los allendistas e incluso varios democratacristianos salían a la calle a expresar su alegría.[cita requerida]
A las 1:25 horas de la madrugada del sábado 5 de septiembre de 1970, ya se sabía que Allende había ganado por 34 mil votos de diferencia. Con los números en la mano, Allende salió a uno de los balcones de la sede de la Federación de Estudiantes de la Universidad de Chile (FECH), en Alameda con Santa Rosa, donde fue recibido con ovaciones por sus seguidores. Desde allí habló a sus partidarios:

Soy tu solo un hombre con todas las flaquezas y debilidades de todo hombre y si supe soportar las derrotas de ayer, acepto hoy sin reservas y sin espíritu de venganza este triunfo que nada tiene de personal. Respetaré los derechos de todos los chilenos pero también declaro que cumpliremos el compromiso histórico que hemos contraído y que contiene nuestro programa. Si era difícil la victoria, más difícil será consolidar el triunfo y construir la nueva sociedad... Miles y miles de hombres sembraron su dolor y su esperanza en esta hora que al pueblo le pertenece. Cómo siento en lo íntimo de mi fibra de hombre, cómo siento en las profundidades humanas de mi condición de luchador lo que cada uno de ustedes me entrega. Esto que hoy germina es una larga jornada. Yo solo tomo en mis manos la antorcha que encendieron los que antes que nosotros lucharon junto al pueblo y para el pueblo... Irán a su trabajo mañana o el lunes, alegres y cantando al futuro. Con las manos callosas del pueblo, las tiernas manos que solo un pueblo consciente y disciplinado podrá realizar...

Y finalizó con un llamado que quedó durante mucho tiempo, años quizás, flotando en el aire:

El hecho de que estemos contentos no significa que vayamos a descuidar la vigilancia. Ustedes se van a retirar a sus casas sin que haya asomo de provocación y sin dejarse provocar...

A la mañana siguiente Tomic lo reconocía como presidente electo, cumpliendo así el pacto que habían mantenido en secreto.

### Resultados

#### Nacional
|  | 36,63 % |

|  | 35,29 % |

|  | 28,08 % |

#### Por provincia
|                                 | Salvador Allende            | 31 322    | 49,62 %   | 44 675     | 46,56 %    | 24 756     | 50,76 %    | 41 130 | 43,70 % | 18 879  | 33,78 % | 101 750    | 33,30 %    | 416 854   | 34,80 % |
|                                 | Radomiro Tomic              | 15 692    | 24,86 %   | 19 875     | 20,71 %    | 10 782     | 22,11 %    | 24 143 | 25,65 % | 17 957  | 32,13 % | 102 875    | 33,66 %    | 321 011   | 26,80 % |
|                                 | Jorge Alessandri            | 16 110    | 25,52 %   | 31 406     | 32,73 %    | 13 234     | 27,13 %    | 28 856 | 30,66 % | 19 047  | 34,08 % | 100 963    | 33,04%     | 460 146   | 38,41 % |
| Total de votos válidos          | Total de votos válidos      | 63 124    | 98,78 %   | 95 956     | 98,74 %    | 48 772     | 99,00 %    | 94 129 | 99,00 % | 55 883  | 99,16 % | 305 588    | 99,05 %    | 1 198 011 | 99,16 % |
| Votos nulos y en blanco         | Votos nulos y en blanco     | 777       | 1,22 %    | 1220       | 1,26 %     | 492        | 1,00 %     | 949    | 1,00 %  | 472     | 0,84 %  | 2924       | 0,95 %     | 10 202    | 0,84 %  |
| Total de sufragios emitidos     | Total de sufragios emitidos | 63 901    | 100 %     | 97 176     | 100 %      | 49 264     | 100 %      | 95 078 | 100 %   | 56 355  | 100 %   | 308 512    | 100 %      | 1 208 213 | 100 %   |
| Candidato                       | Candidato                   | O'Higgins | O'Higgins | Colchagua  | Colchagua  | Curicó     | Curicó     | Talca  | Talca   | Maule   | Maule   | Linares    | Linares    |           |         |
|                                 | Salvador Allende            | 40 369    | 40,89 %   | 14 867     | 30,89 %    | 12 138     | 36,36 %    | 25 796 | 41,27 % | 8070    | 32,03 % | 15 808     | 30,37 %    |           |         |
|                                 | Radomiro Tomic              | 28 094    | 28,45 %   | 14 449     | 30,02 %    | 9194       | 27,54 %    | 18 328 | 29,32 % | 7095    | 28,16 % | 15 547     | 29,87 %    |           |         |
|                                 | Jorge Alessandri            | 30 271    | 30,66 %   | 18 810     | 39,08%     | 12 050     | 36,10 %    | 18 376 | 29,40 % | 10 029  | 39,81%  | 20 695     | 39,76%     |           |         |
| Total de votos válidos          | Total de votos válidos      | 98 734    | 98,45 %   | 48 126     | 99,34 %    | 33 382     | 99,01 %    | 62 500 | 99,96 % | 25 194  | 99,11 % | 52 050     | 99,19 %    |           |         |
| Votos nulos y en blanco         | Votos nulos y en blanco     | 1555      | 1,55 %    | 320        | 0,66 %     | 333        | 0,99 %     | 26     | 0,04 %  | 227     | 0,89 %  | 425        | 0,81 %     |           |         |
| Total de sufragios emitidos     | Total de sufragios emitidos | 100 289   | 100 %     | 48 446     | 100 %      | 33 715     | 100 %      | 62 526 | 100 %   | 25 421  | 100 %   | 52 475     | 100 %      |           |         |
| Candidato                       | Candidato                   | Ñuble     | Ñuble     | Concepción | Concepción | Arauco     | Arauco     | Biobío | Biobío  | Malleco | Malleco | Cautín     | Cautín     |           |         |
|                                 | Salvador Allende            | 27 665    | 33,30 %   | 96 970     | 48,75%     | 13 463     | 55,76%     | 16 498 | 35,54 % | 13 872  | 29,76 % | 25 768     | 23,48 %    |           |         |
|                                 | Radomiro Tomic              | 24 619    | 29,63 %   | 55 407     | 27,86 %    | 4906       | 20,32 %    | 12 171 | 26,22 % | 13 959  | 29,95 % | 37 052     | 33,77 %    |           |         |
|                                 | Jorge Alessandri            | 30 793    | 37,07%    | 46 524     | 23,39 %    | 5775       | 23,92 %    | 17 758 | 38,25%  | 18 777  | 40,29%  | 46 909     | 42,75%     |           |         |
| Total de votos válidos          | Total de votos válidos      | 83 077    | 99,83 %   | 198 901    | 99,05 %    | 24 144     | 99,32 %    | 46 427 | 99,13 % | 46 608  | 99,29 % | 109 729    | 99,28 %    |           |         |
| Votos nulos y en blanco         | Votos nulos y en blanco     | 140       | 0,17 %    | 1902       | 0,95 %     | 165        | 0,68 %     | 407    | 0,87 %  | 332     | 0,71 %  | 800        | 0,72 %     |           |         |
| Total de sufragios emitidos     | Total de sufragios emitidos | 83 217    | 100 %     | 200 803    | 100 %      | 24 309     | 100 %      | 46 834 | 100 %   | 46 940  | 100 %   | 110 529    | 100 %      |           |         |
| Candidato                       | Candidato                   | Valdivia  | Valdivia  | Osorno     | Osorno     | Llanquihue | Llanquihue | Chiloé | Chiloé  | Aisén   | Aisén   | Magallanes | Magallanes |           |         |
|                                 | Salvador Allende            | 26 341    | 35,24 %   | 14 003     | 29,47 %    | 14 236     | 29,98 %    | 9881   | 35,16 % | 4268    | 31,51 % | 16 845     | 47,77 %    |           |         |
|                                 | Radomiro Tomic              | 20 692    | 27,69 %   | 13 764     | 28,97 %    | 14 146     | 29,79 %    | 7339   | 26,12 % | 4664    | 34,44%  | 10 589     | 30,03 %    |           |         |
|                                 | Jorge Alessandri            | 27 705    | 37,07%    | 19 750     | 41,56%     | 19 099     | 40,22%     | 10 880 | 38,72%  | 4611    | 34,05 % | 7830       | 22,20 %    |           |         |
| Total de votos válidos          | Total de votos válidos      | 74 738    | 98,02 %   | 47 517     | 99,30 %    | 47 481     | 99,27 %    | 28 100 | 99,10 % | 13 543  | 99,25 % | 35 264     | 98,95 %    |           |         |
| Votos nulos y en blanco         | Votos nulos y en blanco     | 1508      | 1,98 %    | 336        | 0,70 %     | 347        | 0,73 %     | 254    | 0,90 %  | 102     | 0,75 %  | 373        | 1,05 %     |           |         |
| Total de sufragios emitidos     | Total de sufragios emitidos | 76 246    | 100 %     | 47 853     | 100 %      | 47 828     | 100 %      | 28 354 | 100 %   | 13 645  | 100 %   | 35 637     | 100 %      |           |         |
| Fuente: Urzúa Valenzuela, 1992. |                             |           |           |            |            |            |            |        |         |         |         |            |            |           |         |

## Elección del Congreso Pleno
Al conocer la noticia de la victoria de Allende muchos llegaron a la desesperación. Sin embargo algunos hablaban de una forma de evitar que Allende llegara a La Moneda, pues faltaba que el Congreso dirimiera entre las dos más altas mayorías el día 24 de octubre.
No eran los únicos que pensaban en esa opción. En Washington D. C., el presidente Richard Nixon ordenó evitar por cualquier medio que Allende asumiera la presidencia. La CIA organizó dos planes para detener la elección de Allende en el Congreso Pleno, los que serían conocidos como Track One y Track Two. El Track One consistía en que el Congreso eligiese a Alessandri, quien renunciaría y se llamaría a nuevas elecciones —lo cual también fue mencionado por Jorge Alessandri mediante una declaración pública hecha el 9 de septiembre—; el plan es conocido también como «gambito Frei», sin embargo no funcionó. El PDC y la UP llegaron a un entendimiento tras el triunfo de Allende, y se reveló la existencia de un pacto secreto entre los dos candidatos. Finalmente el PDC exigió para su apoyo en el Congreso una reforma constitucional, el Estatuto de Garantías Democráticas, que aseguraría que Allende no se saldría de la constitución. El jueves 10 de septiembre, El Mercurio trazó en su editorial una línea divisoria inexpugnable que más tarde acentuaría:

Pocos momentos ha habido en la historia política del país que tengan más trascendencia que este. Aquí se está poniendo a prueba la sustancia de nuestra democracia, la participación real del pueblo en las decisiones que le conciernen, la profundidad del asunto imponen reflexionar lejos del apremio, de la propaganda y ponderar cada una de las alternativas que se le ofrecen al país. La libertad para educar a los hijos conforme a los distintos modelos, la libertad de pensar, opinar y expresarse sin temores y en fin, los demás bienes de una democracia como la chilena, vienen a apreciarse cuando el pueblo empieza a deliberar lejos del bullicio electorero en las consecuencias prácticas que tendría la inauguración de un régimen socialista bajo el disfraz de la democracia.

Al día siguiente arremetió:

El electorado nacional por divisiones e incomprensiones que hoy se ven con trágica nitidez, no tuvo ocasión el 4 de septiembre de pronunciarse en forma simple y directa entre la libertad y el comunismo, como lo hizo en 1964. No cabe engañarse, una nueva elección para decidir entre la DC y el comunismo, no sería entre derecha e izquierda, entre lo establecido y la revolución, entre la conservación del sistema y las transformaciones sociales profundas. La verdadera decisión está entre un régimen de avanzada y un régimen totalitario.

Y el domingo 13 de septiembre, tras ponderar la postura de Alessandri antes mencionada, El Mercurio insistió en su «Semana Política»:

La posición planteada por el señor Alessandri, sirve de base para una salida democrática. La DC parece estar considerando el problema desde que no se ha pronunciado definitivamente en favor del candidato de la UP. Se ve que las preferencias de muchos sectores de ese partido son llegar a entendimientos con dicha combinación, posición que se explica después del apasionamiento electoral y del sincero sentimiento izquierdista de muchos de sus parlamentarios. Sin embargo, entre quedar como fuerza de derecha en un gobierno de predominio comunista y quedar como poderosa fuerza de centro en una democracia, todo parecería indicar la conveniencia de la segunda alternativa. Sobre todo cuando la inmensa mayoría del país desea cambios en libertad.

### Asesinato de Schneider

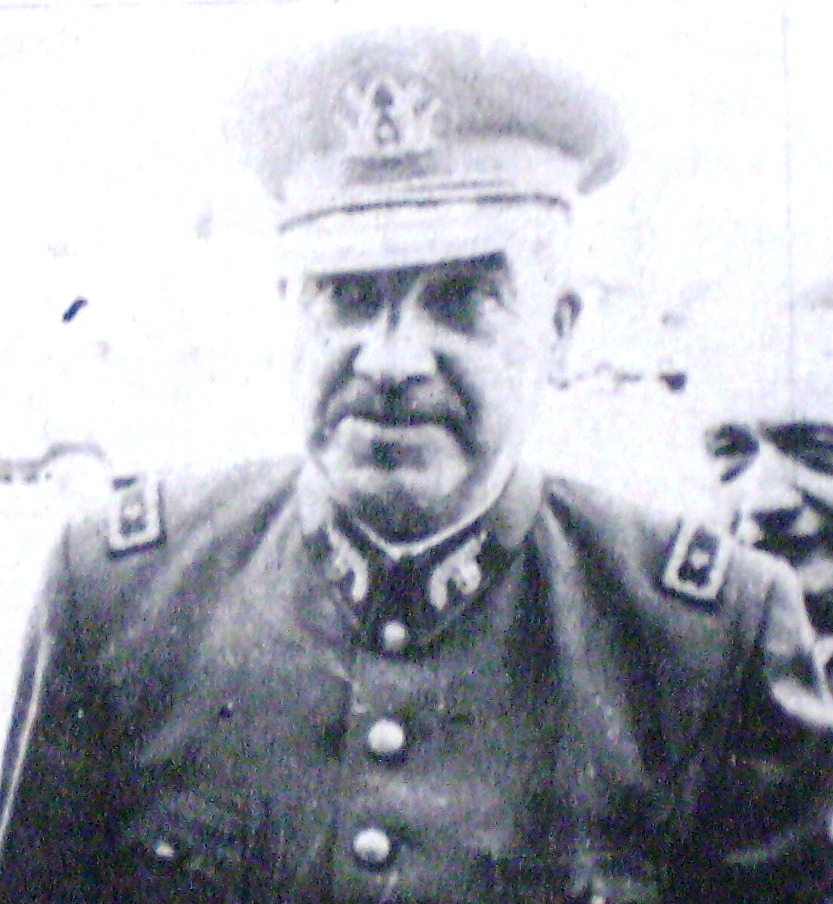
René Schneider.

El Track One naufragó debido al pacto, quedando el Track Two. Este consistía en crear un clima de inestabilidad política, para que las fuerzas armadas intervinieran y anularan la elección. Se encargó su ejecución al general Roberto Viaux, cuyo plan era secuestrar al Comandante en Jefe del Ejército, General René Schneider, ocultarlo y provocar la situación de inestabilidad que obligara a intervenir a las fuerzas armadas y evitar la asunción de Allende. El 22 de octubre se ejecutó el plan, pero, al intentar defenderse, el comandante en jefe fue baleado por sus asaltantes, quienes huyeron al instante. Su chófer lo llevó al Hospital Militar donde falleció el día 25 de octubre.

### Gestiones desde la KGB
Después de las elecciones, el director de la KGB, Yuri Andrópov, obtuvo permiso del Comité Central del Partido Comunista de la Unión Soviética para obtener dinero adicional y otros recursos para asegurar la victoria de Allende en el Congreso Pleno. En su solicitud del 24 de octubre, declaró que la KGB "llevará a cabo medidas diseñadas para promover la consolidación de la victoria de Allende y su elección para el cargo de Presidente del país".

### Votación del Congreso Pleno
El día anterior a la muerte de René Schneider, el 24 de octubre, a las 10:30, se inició la votación del Congreso Pleno, dirigido por el presidente del senado Tomás Pablo. Sufragaron 195 parlamentarios. Al finalizar el recuento el secretario del Senado, Pelagio Figueroa, anunció por el micrófono: Salvador Allende Gossens, 153 votos; Jorge Alessandri Rodríguez, 35 votos; en blanco, 7 votos, estos últimos en su mayoría de miembros de la Democracia Radical. A este anuncio respondió con un grito el diputado socialista Mario Palestro: «¡Viva Chile, mierda!». No asistieron a la sesión 5 parlamentarios: Silvia Alessandri (PN), Salvador Allende (PS), Tomás Chadwick (PS), José Manuel Isla (PDC) y Fernando Ochagavía (PN). Ese mismo día el diputado Carlos Avendaño Ortúzar (PN) abandonó Chile para radicarse en Australia; al estar ausente del país más de un año sin la autorización del Congreso, su escaño fue declarado vacante y se convocó a una elección complementaria realizada el 16 de enero de 1972.
Tomás Pablo cerró la sesión declarando: «De acuerdo con los artículos 64 y 65 de la Constitución Política, el Congreso Pleno proclama Presidente de la República de Chile por el período comprendido entre el 3 de noviembre de 1970 y el 3 de noviembre de 1976 al ciudadano Salvador Allende Gossens. Se levanta la sesión». A las 12:40, Pelagio Figueroa visitó a Allende en su residencia en la calle Guardia Vieja 392 para entregarle la sentencia del Congreso Pleno que lo ratificaba como presidente electo.

### Resultados
|  | 78,38 % |

|  | 17,62 % |